# Pterocactus hickenii
Pterocactus hickenii ist eine Pflanzenart der Gattung Pterocactus aus der Familie der Kakteengewächse (Cactaceae). Das Artepitheton hickenii ehrt den argentinischen Botaniker Cristóbal María Hicken (1875–1933).

## Beschreibung
Pterocactus hickenii wächst mit zahlreichen, kugeligen bis zylindrischen Trieben. Sie werden 2 bis 5 Zentimeter lang und bis 1,0 Zentimeter im Durchmesser und sind mit zahlreichen Glochiden besetzt. Die nadeligen, geraden, steifen, bräunlich bis schwarzen und manchmal gelblichen Dornen werden 1 bis 2 Zentimeter lang. Die Wurzeln sind knollig und bestehen aus mehreren, durch dünnere Teile verbundenen Segmenten.
Die endständigen, gelblichen, mit rosa Rand versehenen Blüten haben eine stielartige Basis und werden bis 3 Zentimeter lang und im Durchmesser groß.

## Verbreitung, Systematik und Gefährdung
Pterocactus hickenii ist in Süd-Argentinien in den Provinzen Chubut und Santa Cruz sowie in Süd-Chile in der Provinz Aisén in Höhenlagen bis 500 Metern verbreitet.
Die Erstbeschreibung der Art erfolgte 1919 durch Nathaniel Lord Britton und Joseph Nelson Rose. Gesammelt wurden die Pflanzen in der Nähe von Comodoro Rivadavia durch Cristóbal M. Hicken.
In der Roten Liste gefährdeter Arten der IUCN wird die Art als „Least Concern (LC)“, d. h. als nicht gefährdet geführt. Die Entwicklung der Populationen wird als stabil angesehen.

## Nachweise